# 米爾頓 (紐約州鎮)
米爾頓（英語：Milton）是一個位於美國紐約州薩拉托加縣的鎮。

## 人口
根據2020年美國人口普查的數據，米爾頓的面積為92.60平方千米，當中陸地面積為92.44平方千米，而水域面積為0.16平方千米。當地共有人口18800人，而人口密度為每平方千米203人。